# Panaceae (Plantae)
Panaceae je tribus brestanjevki, dio potporodice Aralioideae.

## Rodovi
Sastoji se od 32 roda, od kojih je tipični panaks:
1. Fatsia Decne. & Planch.  (3 spp.)
2. Plerandra A. Gray  (33 spp.)
3. Neocussonia Hutch.  (16 spp.)
4. Astropanax Seem.  (14 spp.)
5. Crepinella Marchal  (32 spp.)
6. Frodinia Lowry & G. M. Plunkett  (2 spp.)
7. Didymopanax Decne. & Planch.  (38 spp.)
8. Sciodaphyllum P. Browne  (147 spp.)
9. Schefflera J. R. Forst. & G. Forst.  (20 spp.)
10. Heptapleurum Gaertn.  (320 spp.)
11. Oplopanax  (Torr. & A. Gray) Miq.  (3 spp.)
12. Seemannaralia R. Vig.  (1 sp.)
13. Tetrapanax  K. Koch) K. Koch & Fintelm.  (1 sp.)
14. Merrilliopanax H. L. Li  (3 spp.)
15. Gamblea C. B. Clarke  (4 spp.)
16. Woodburnia Prain  (1 sp.)
17. Trevesia Vis.  (8 spp.)
18. Dendropanax Decne. & Planch.  (94 spp.)
19. Kalopanax Miq.  (1 sp.)
20. Osmoxylon Miq.  (61 spp.)
21. Sinopanax H. L. Li  (1 sp.)
22. Meryta J. R. Forst. & G. Forst.  (33 spp.)
23. Polyscias J. R. Forst. & G. Forst.  (181 spp.)
24. Anakasia Philipson  (1 sp.)
25. Raukaua Seem.  (6 spp.)
26. Neopanax Allan  (5 spp.)
27. Pseudopanax K. Koch  (7 spp.)
28. Astrotricha DC.  (20 spp.)
29. Panax L.  (14 spp.)
30. Cheirodendron Nutt. ex Seem.  (6 spp.)
31. Chengiopanax C. B. Shang & J. Y. Huang  (2 spp.)
32. Eleutherococcus Maxim.  (29 spp.)